# Združena velika loža Anglije
Združena velika loža Anglije (izvirno angleško United Grand Lodge of England; kratica UGLE) je prostozidarska velika loža v Angliji in v Walesu, ki je bila ustanovljena 24. junija 1717. Je najstarejša velika loža na svetu in kot taka predstavlja dom vseh velikih lož.

## Veliki mojstri lože
- Princ Augustus Frederick, vojvoda Sussexa (1813 - 1843)
- Thomas Dundas, 2nd Earl of Zetland (1844 - 1870)
- George Robinson, 3rd Earl de Grey and 2nd Earl of Ripon (1st markiz Ripona od 1871) (1870 - 1874)
- Albert Edward, valižanski princ (1874 - 1901)
- Princ Arthur, vojvoda Connaughta in Strathearna (1901 - 1939)
- Princ George, vojvoda Kenta (1939 - 1942)
- Henry Lascelles, 6th Earl of Harewood (1942 - 1947)
- Edward Cavendish, 10th Duke of Devonshire (1947 - 1950)
- Lawrence Lumley, 11th Earl of Scarbrough (1951 - 1967)
- Princ Edward, vojvoda Kenta (1967 - danes)